# Sad but True
Sad but True (engl. für: „Traurig aber wahr“) ist ein Lied der US-amerikanischen Metal-Band Metallica. Das Lied wurde im Frühjahr 1993 als fünfte und letzte Single ihres fünften Studioalbums Metallica ausgekoppelt.

## Entstehung
Sad but True wurde von James Hetfield und Lars Ulrich geschrieben. Am 13. September 1990 nahm die Band eine Demoversion des Liedes auf, welches sich von der finalen Version durch eine wesentlich höhere Geschwindigkeit unterscheidet. Sänger James Hetfield fand die ursprüngliche Version „zu freundlich“ und störte sich an dem hektischen Gesang. Dennoch zeigte sich Produzent Bob Rock von dem Lied begeistert und meinte, dass das Lied das Kashmir der 1990er Jahre werden könne. Dabei bezog sich Rock auf ein Lied der Band Led Zeppelin.
Die Musiker und Rock entschieden sich dazu, das Tempo zu drosseln, wodurch das Lied mehr Wucht erhielt. Bandmanager Cliff Burnstein erklärte, dass man „mit diesem Lied Zähne ziehen könne“. Abgesehen von den Coverversionen stimmten Metallica erst zum zweiten Mal in ihrer Karriere die Gitarren um einen Ton tiefer. Das erste Mal tat die Band dies bei The Thing that Should Not Be. Vor dem Gitarrensolo setzt die Musik für sechs Schläge aus. James Hetfield erklärte, dass die Band gelernt habe, nicht jede Pause mit Musik oder Gitarren zu füllen. Während des Refrains spielt Hetfield zusätzlich eine Slide-Gitarre, was Kirk Hammett zunächst missfiel.
Die Inspiration für das Lied holte sich James Hetfield von dem Spielfilm Magic – Eine unheimliche Liebesgeschichte aus dem Jahre 1978. Lars Ulrich erklärte in einem Interview, dass es in dem Lied darum geht, wie verschiedene Persönlichkeiten in der Psyche eines Menschen den Betroffenen verschiedene Dinge tun lassen. Ferner wird ergründet, wie diese Dinge in Konflikt geraten und darum kämpfen, die Kontrolle über die Person zu erlangen.

## Live-Aufführungen
Sad but True ist eines von zehn Liedern, die Metallica bei mehr als 1.000 Konzerten gespielt haben. Die anderen sind Master of Puppets, Creeping Death, One, Seek & Destroy, For Whom The Bell Tolls, Enter Sandman, Fade To Black, Welcome Home (Sanitarium) und Nothing Else Matters. Im Juli 2000 übernahm Kid Rock bei drei Konzerten den Gesang, da James Hetfield wegen einer Verletzung nicht auftreten konnte. Im Juni 2004 sprang der Slipknot-Schlagzeuger Joey Jordison für Lars Ulrich ein, nachdem dieser wegen eines medizinischen Notfalls im Krankenhaus behandelt werden musste. Bei einigen Konzerten im Herbst 2004 sang James Hetfield das Lied gemeinsam mit dem Godsmack-Sänger Sully Erna.

## Rezeption
Stefan Popp vom Onlinemagazin Metal1.info bezeichnete das Lied als „sehr stark“, obwohl es auf „einem der simpelsten Riffe der Bandgeschichte basiert“.
Sad but True belegte in der vom Magazin Guitar World erstellten Liste der 100 besten Metallica-Lieder aller Zeiten Platz 11. Es ist das bestplatzierte Lied des Albums Metallica.

## Kommerzieller Erfolg

### Chartplatzierungen
Die Single Sad but True erreichte Platz 20 in den britischen, Platz 42 in den deutschen und Platz 98 in den US-amerikanischen Singlecharts.

### Auszeichnungen für Musikverkäufe
| Land/Region               | Auszeichnungen für Musikverkäufe (Land/Region, Auszeichnung, Verkäufe) | Verkäufe  |
| ------------------------- | ---------------------------------------------------------------------- | --------- |
| Australien (ARIA)         | 2× Platin                                                              | 140.000   |
| Neuseeland (RMNZ)         | Platin                                                                 | 30.000    |
| Vereinigte Staaten (RIAA) | 2× Platin                                                              | 2.000.000 |
| Insgesamt                 | 5× Platin ·                                                            | 2.170.000 |

Hauptartikel: Metallica/Auszeichnungen für Musikverkäufe

## Coverversionen
- 1996: Apocalyptica
- 1998: In Strict Confidence
- 2000: Kid Rock (als American Bad Ass)
- 2003: Snoop Dogg
- 2011: The New Black
- 2020: The Hu
- 2021: St. Vincent[11]

Neben den Coverversionen des Liedes wurden aus ihm auch mehrfach Stücke als Samples in anderen Titeln verwendet, so von Kid Rock und Upon a Burning Body feat. Ice-T.